# Ellipse de Hooke
Cet article court présente un sujet plus développé dans : courbe de Lissajous.
L'ellipse de Hooke est la trajectoire d'un mobile élastiquement lié à un point fixe, astreint à se déplacer en deux dimensions, et dont les composantes rectangulaires ont un mouvement sinusoïdal de même pulsation. C'est un cas particulier de courbe de Lissajous.
Il est facile d'établir les équations horaires du mouvement en utilisant la loi de Hooke pour exprimer la force exercée par le centre de force O sur le point matériel M: {\displaystyle {\vec {F}}(M)=-k\cdot {\overrightarrow {OM}}}, avec k raideur du ressort.
Le Théorème de Bertrand démontre qu'une orbite fermée quelles que soient les conditions initiales n'existe que pour une force centrale proportionnelle au rayon, l'orbite est alors une ellipse de Hooke, ou à l'inverse du carré du rayon, l'orbite est alors keplérienne.
Une application a été trouvée comme prototype d'organe réglant en horlogerie.